# Jiří Novák (sochař)
Jiří Novák (6. listopadu 1922, Přelouč – 19. února 2010, Turnov) byl český sochař a restaurátor. Podílel se na přípravě světové výstavy Expo 58 v Bruselu, je znám jako tvůrce kovových plastik pro veřejné prostředí a dále jako restaurátor, působící v ateliéru na Hrubé Skále. Mezi jeho životní díla patří vytvoření sekané kopie barokního sousoší Vidění sv. Luitgardy od Matyáše Bernarda Brauna pro Karlův most.
V letech 1947–1960 byla jeho manželkou malířka a výtvarnice Olga Karlíková. Roku 2008 byl přizván na natáčení krátkého dokumentárního filmu Vetřelci a volavky o historii a současném stavu uměleckých děl vytvořených v letech 1968–1989.

## Dílo

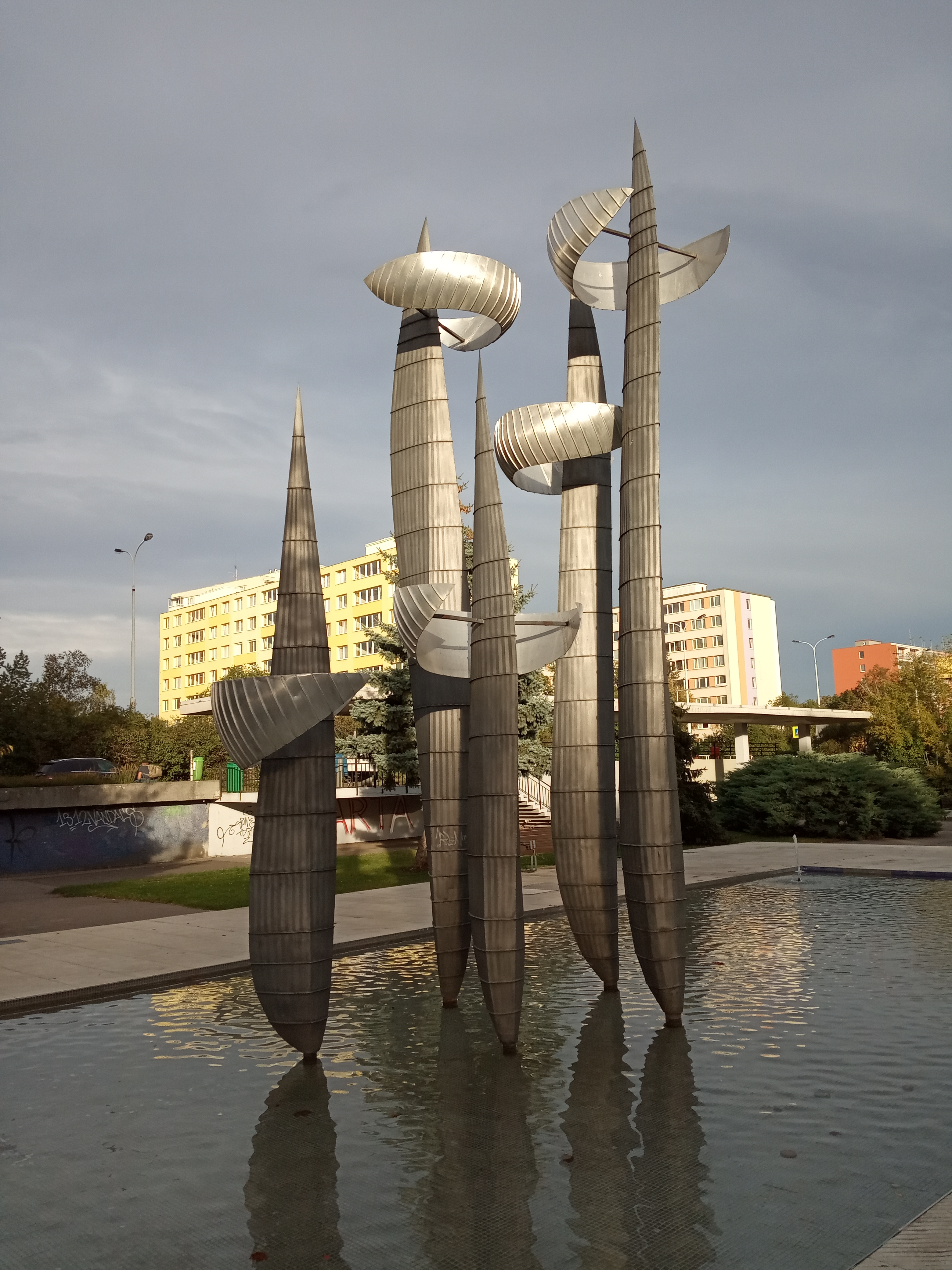
Plastika Dálky před ubytovnou Novodvorská v Praze

### Významné realizace
- Rychlost (1961) před základní školou V Rybníčkách, Praha 10 – Strašnice, kovová konstrukce, plášť polystyrénová pryskyřice
- Fontána s jeřábem (1965) v parku na Tylově náměstí na Vinohradech
- Zahrada snů (1969) v libereckém parku
- Fontána Dálky (1970) na sídlišti Novodvorská v Praze
- Zahrada (1971) na střeše budovy Federálního shromáždění
- Drapérie – 240 cm vysoká plastika (konec 60. let) pro velvyslanectví ČSSR v Londýně
- Vzlet II (1972) na Evropské třídě v Praze

### Restaurátorské práce
V roce 1952 zahájil restaurátorskou činnost po boku volné umělecké tvorby, například sekané kopie soch pro palác Kinských (1954) nebo sochy sv. Václava (J. J. Bendl) z bývalého Koňského trhu v Praze v letech 1959–1960. Poté si zřídil restaurátorský ateliér u bývalé správní budovy hruboskalského pivovaru, kam dojížděl již od roku 1972. Proslavil se však především přesvědčivě[zdroj?] vysekanou kopií sousoší Vidění sv. Luitgardy (Matyáš Bernard Braun 1710) pro Karlův most. Práce začal v roce 1993 v zahradním ateliéru pod hruboskalským zámkem. Kopie byla sekána do bloku hořického pískovce o objemu 16 metrů krychlových a váze 40 tun, vytěženého v Podhorním Újezdě. Vzorem pro kopii mu byl sádrový odlitek zhotovený pravděpodobně v průběhu II. světové války. Pavlu Charouskovi se v rozhovoru Jiří Novák svěřoval: „Byla to pro mě škola technologie, chápání a dělání sochařiny. Museli jsme vyvinout originální postup. Každý úsek práce… představoval technický problém. Luitgarda je pro mě životní zakázkou.“ Na Karlův most byla osazena v říjnu 1995. O dva roky později, v květnu 1997 již dokončoval další rozsáhlou zakázku – kopii deseti jelínkovských soch z kamenného mostu na Valdštejně, zatímco restaurované originály byly umístěny do místní kaple sv. Jana Nepomuckého. Ze sochařských kopií nelze opomenout jezdeckou sochu sv. Jiří před Kopicovou rychtou v Kacanovech-Vrchách, která je ojedinělou jezdeckou skulpturou lidového sochařství. Originál sochy je dnes možné spatřit v interiéru Muzea Českého ráje v Turnově.

### Další restaurátorské realizace
- Kalvárie v Turnově na Vrchhůře
- socha sv. Jana Nepomuckého v turnovské Hluboké ulici (1992)
- boží muka v Sobotecké ulici na křižovatce se starou mašovskou cestou (1991)
- sloupová socha Madony na Všeni (1992) od semilského kameníka Františka Prokopa z 50. let 19. století
- barokní socha sv. Prokopa na cestě z Hrubé Skály do Sedmihorek z roku 1735 (1987)
- Chládkova socha sv. Jana Nepomuckého na okraji parku v Aleji legií z roku 1806 (1993)
- boží muka v Doubravici (1995)
- centrální kříž s korpusem na městském hřbitově v Turnově (2004)
- braunovská socha v zámeckém parku v Lysé nad Labem
- sochy Panny Marie a tří světců v Ploskovicích a Třeboutici (1988)
- morový sloup v Libochovicích, sloup se sochou sv. Vavřince v Roudnici nad Labem (1990)
- kašna se sochou sv. Floriána v Lipníku nad Bečvou
- socha sv. Jana Nepomuckého v Kozlovicích na Litoměřicku
- socha sv. Jana Nepomuckého v Kundraticích na Semilsku
- mariánský sloup v Semilech
- kašna před budovou zámku v Jilemnici (2004)
- kopie sochy Naděje od barokního sochaře Josefa Herschera z balustrády zámku v Manětíně
- Dalších více než třicet děl z regionu Českého ráje a jeho blízkého okolí.
- kašna na náměstí Dr. E. Beneše včetně sekané kopie sochy Neptuna